# Bulbophyllum pristis
Bulbophyllum pristis är en orkidéart som beskrevs av Johannes Jacobus Smith. Bulbophyllum pristis ingår i släktet Bulbophyllum och familjen orkidéer. Inga underarter finns listade i Catalogue of Life.